# 텔러스

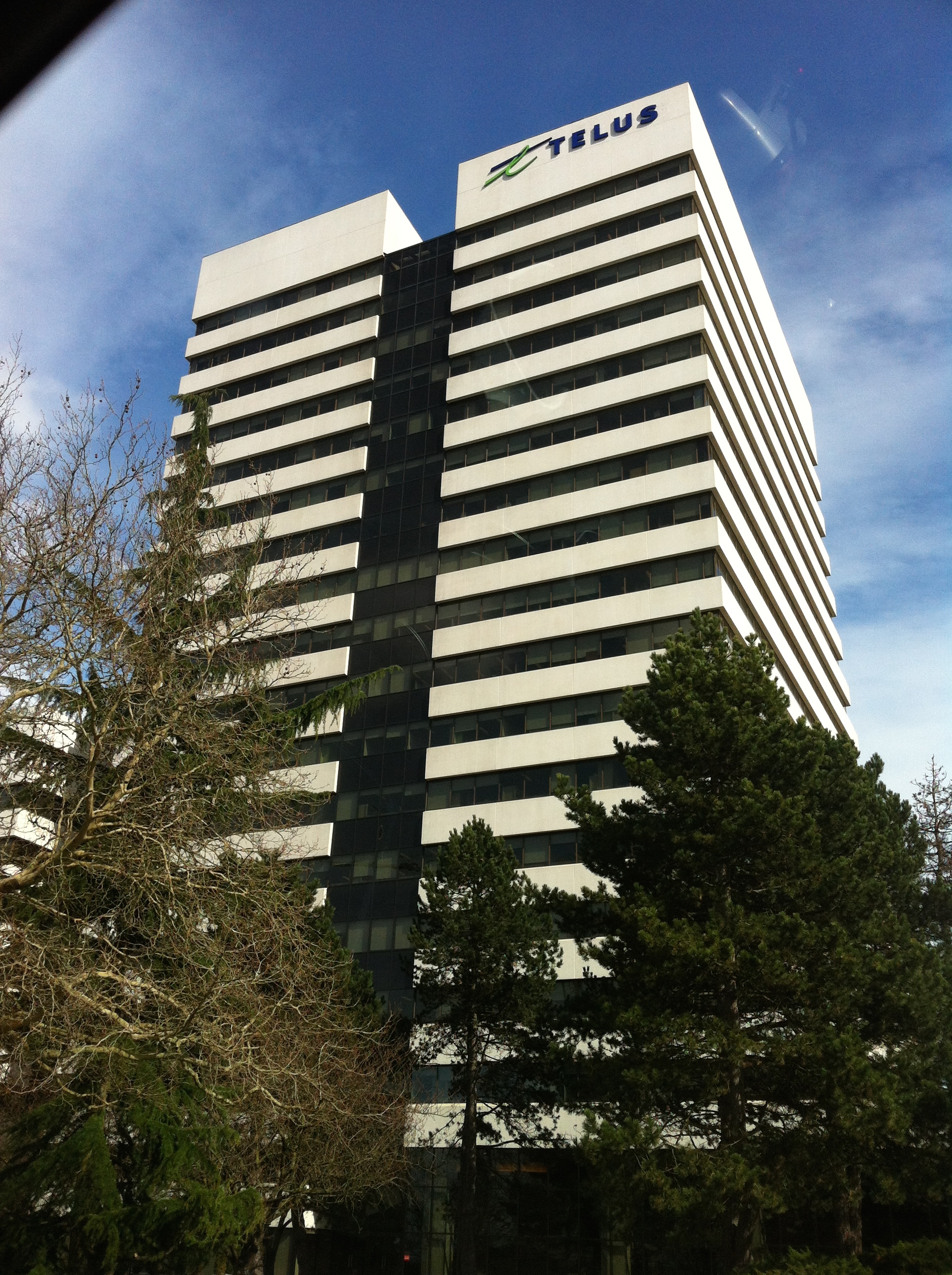

텔러스(Telus Corporation)(TSX: T, NYSE: TU)는 캐나다의 이동통신사이다. 이 회사는 광대역 통신망을 구축, 테이터 전송, 인터넷 프로토콜(IP), 이동통신, 엔터테이먼트(영상) 서비스를 제공하고 있다. 캐나다 브리티시 콜럼비아 주 버나비(Burnaby, 밴쿠버 교외)에 본사가 있다.
현재 데런 엔트위슬이 CEO로 20년 넘게 텔러스를 이끌고 있으며, 이는 전세계 통신업계에서 CEO로 가장 오래 근무한 기록이다.

## 같이 보기
- 로저스 커뮤니케이션스